# Minot (Maine)
Minot és una població dels Estats Units a l'estat de Maine (EUA). Segons el cens del 2000 tenia 2.248 habitants.

## Demografia
Segons el cens del 2000, Minot tenia 2.248 habitants, 794 habitatges, i 646 famílies. La densitat de població era de 29,2 habitants/km².
Dels 794 habitatges en un 41,6% hi vivien nens de menys de 18 anys, en un 69,6% hi vivien parelles casades, en un 7,2% dones solteres, i en un 18,6% no eren unitats familiars. En el 12,2% dels habitatges hi vivien persones soles el 5,3% de les quals corresponia a persones de 65 anys o més que vivien soles. El nombre mitjà de persones vivint en cada habitatge era de 2,82 i el nombre mitjà de persones que vivien en cada família era de 3,03.
Per edats la població es repartia de la següent manera: un 27,9% tenia menys de 18 anys, un 6% entre 18 i 24, un 34,1% entre 25 i 44, un 23,4% de 45 a 60 i un 8,5% 65 anys o més.
L'edat mediana era de 37 anys. Per cada 100 dones de 18 o més anys hi havia 99,3 homes.
La renda mediana per habitatge era de 47.557 $ i la renda mediana per família de 49.926 $. Els homes tenien una renda mediana de 34.459 $ mentre que les dones 25.417 $. La renda per capita de la població era de 18.668 $. Entorn del 3,7% de les famílies i el 6,1% de la població estaven per davall del llindar de pobresa.